# Sieraad

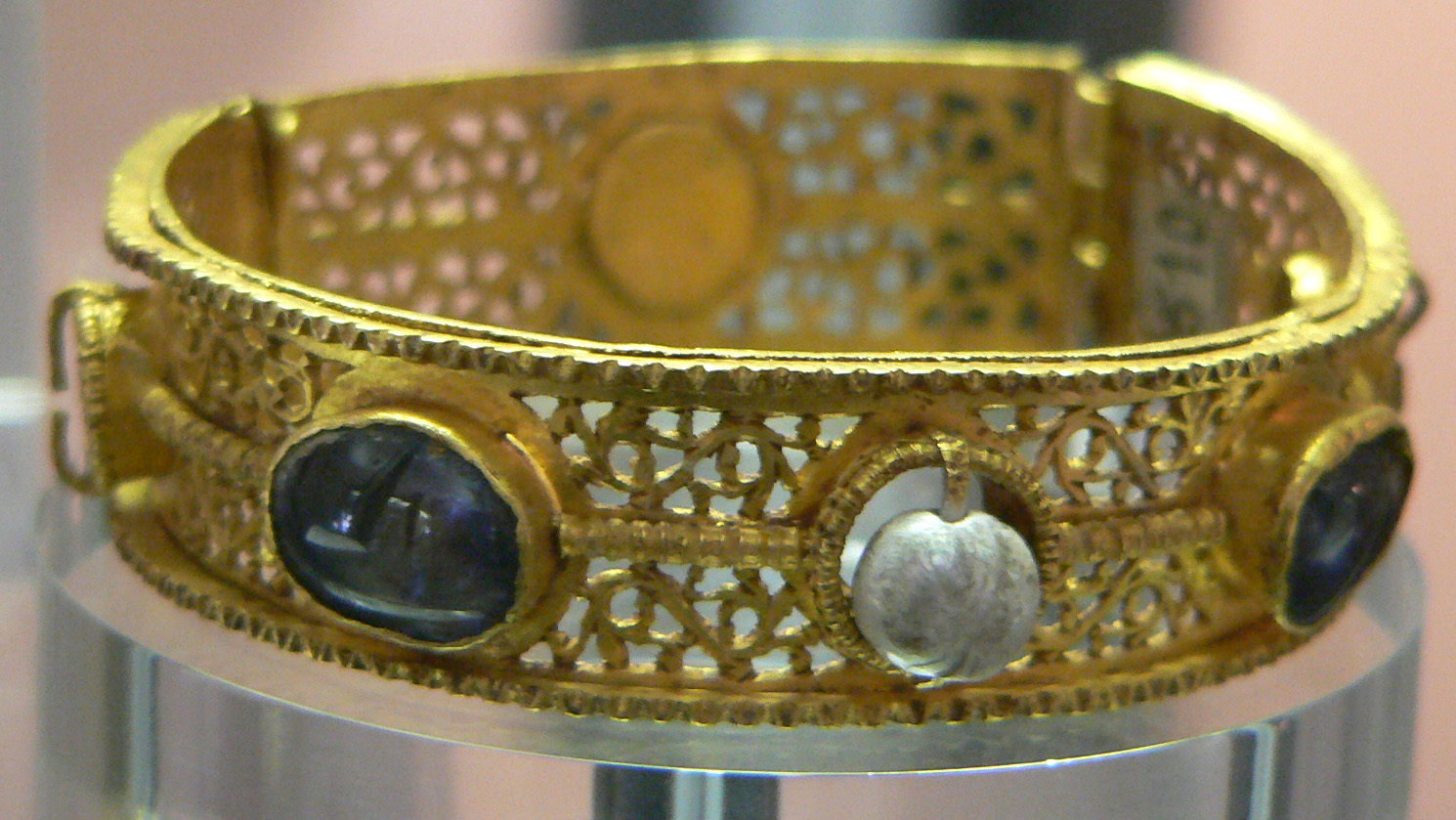
Armband met parels en saffieren, Syrië, ca. 400 n.Chr.

Een sieraad of juweel (ook: tooi) is elk object (met uitzondering van kleding) dat op het lichaam wordt gedragen (of hoofdzakelijk dient om op het lichaam te dragen) met de bedoeling dat te verfraaien.
Sommige sieraden worden door lichaamsdelen gedragen. Hiervoor moeten gaatjes worden gemaakt door lichaamsdelen (piercing) en in sommige gevallen moeten deze daarna worden opgerekt tot een grotere maat (stretching).

## Functie
Een juweel of sieraad heeft geen functioneel karakter. Een uurwerk bijvoorbeeld heeft wel een functioneel karakter en wordt daarom doorgaans niet als juweel beschouwd. Een meer gevoelsmatige definitie geeft weer dat een juweel ook iets is wat men kan kopen bij een juwelier. Zo kan een uurwerk waarin edelstenen verwerkt zijn of dat bestaat uit een massief edelmetaal toch als juweel beschouwd worden. Ook over een bril zijn meningen verdeeld. Een bril is functioneel maar wordt door veel mensen als versiering gezien. Ook worden er brillen zonder sterkte verkocht puur voor de sier.
Sieraden kunnen van edelmetalen zoals goud en zilver zijn gemaakt maar er zijn ook juwelen van glas, tin of plastic gemaakt. Een voorwerp hoeft dus geen edelstenen en/of edelmetaal te bevatten om een juweel te zijn. De maker van juwelen heet edelsmid of goudsmid. Juweliers worden vaak gezien als makers van sieraden maar zij zijn de handelaren. Juwelen zijn vaak versierd met edelstenen, halfedelstenen of geslepen kristal, strass genaamd.
Een ander, minder bekend, materiaal is 'gold filled'. Dit is niet te vergelijken met vergulde sieraden, en heeft dezelfde zorg nodig als gouden sieraden, maar is een stuk beter betaalbaar.
Ook het insigne of kleinood van een ridderorde wordt het juweel van deze orde genoemd.
Bekende sieraden zijn:
- armband (enkelband)
- bedelarmband (bedeltje)
- broche of sierspeld
- fibula, mantelspeld of doekspeld
- haarspeld
- halsketting
- lipschotel
- medaillon
- mondjuweel
- neusvleugelpiercing en septumpiercing
- oorijzer en hoofdplaat (klederdracht)
- oorpiercing, oorbel en oorring
- ring (aan vinger of teen)
- slavenarmband
- tiara, diadeem of kroon

Een parure is een set sieraden die zijn gemaakt om bij elkaar te worden gedragen. Een bijzonder type sieraden zijn de kroonjuwelen. Een sieraad waarin onechte edelstenen zijn verwerkt wordt wel een bijou genoemd.
Het hoofdhaar wordt soms ook als een sieraad gezien, evenals bepaalde goede eigenschappen.

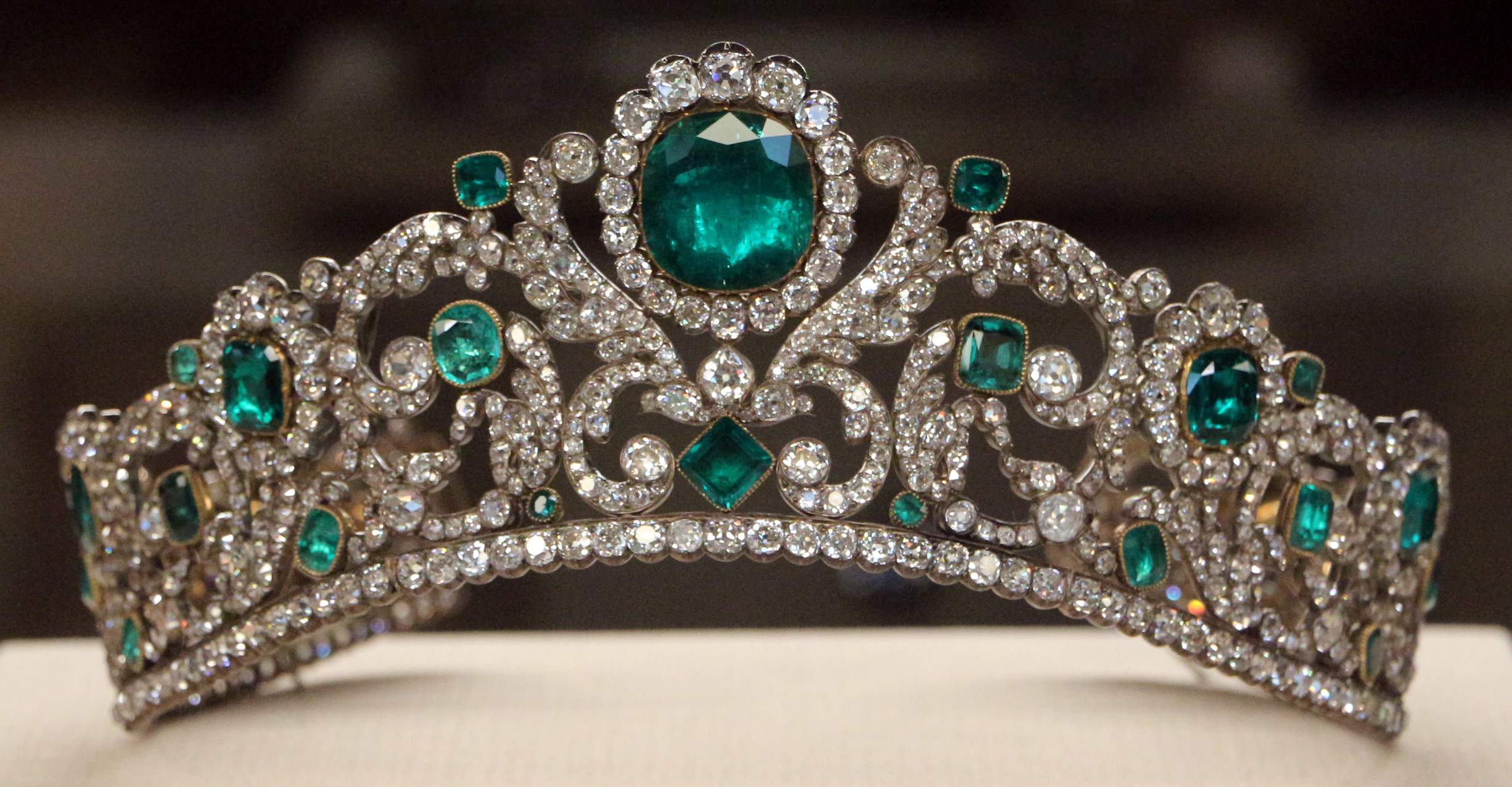
Diadeem van de hertogin van Angouleme, 1814
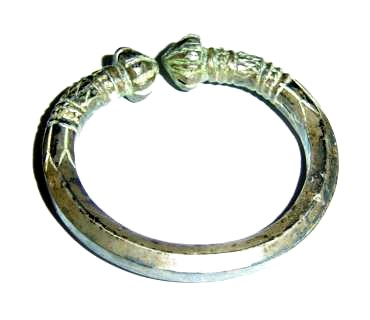
Keltische torque uit massief zilver
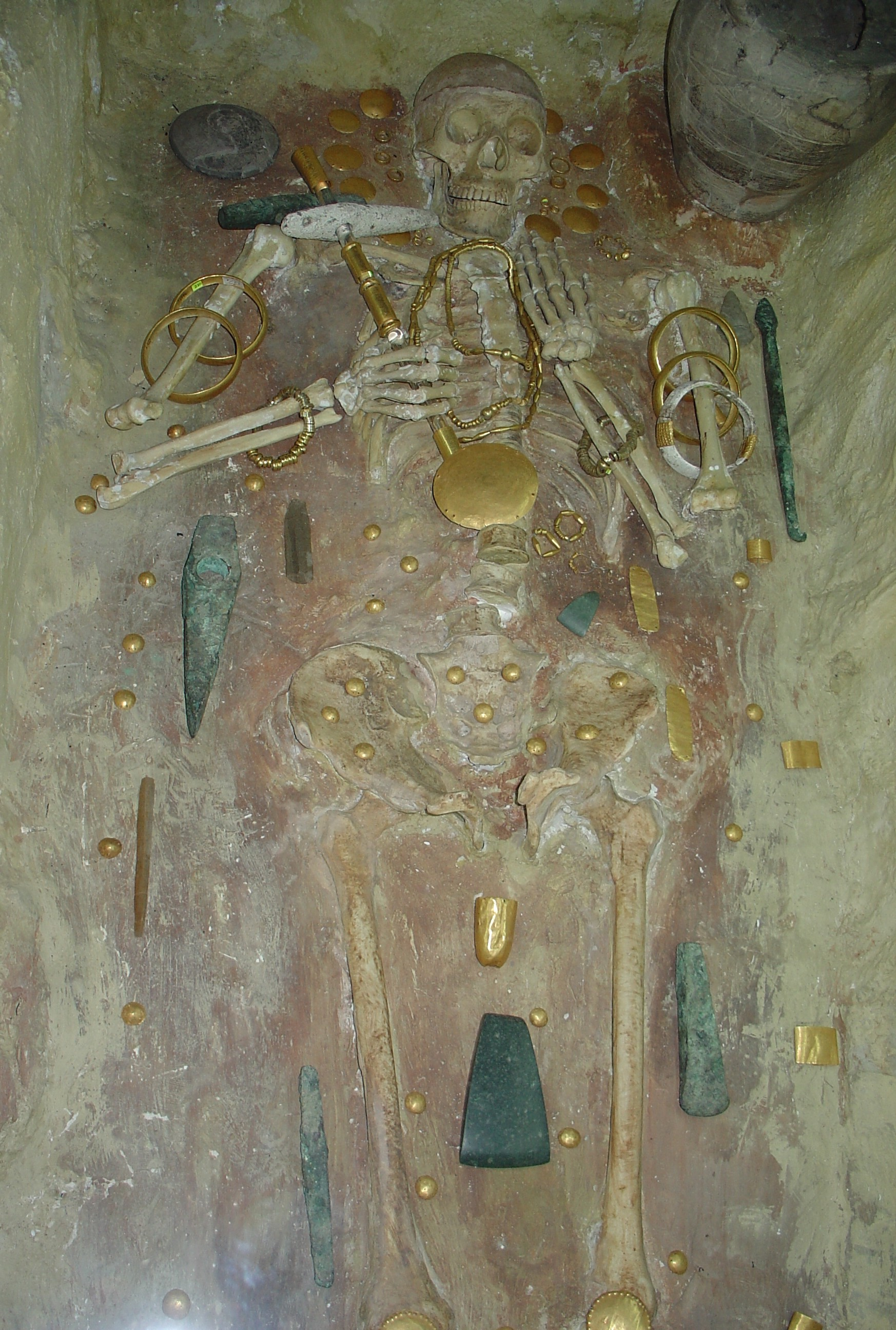
De gouden sieraden uit het Grafveld van Varna (Bulgarije) behoren tot de oudst bekende gouden sieraden ter wereld
- Filmfragment uit 1920: Een vrouw toont juwelen

## Sieraden in openbare collecties in Nederland (selectie)
In Nederland bevinden zich een aantal musea die zich hebben gespecialiseerd in het verzamelen en presenteren van sieraden. De belangrijkste verzamelingen bevinden zich in:
- Amsterdam Museum
- Centraal Museum, Utrecht
- CODA, Apeldoorn
- Museum voor Moderne Kunst Arnhem
- Stedelijk Museum Amsterdam
- Stedelijk Museum 's-Hertogenbosch
- TextielMuseum, Tilburg

## Sieraden in openbare collecties wereldwijd (selectie)
- Hessisches Landesmuseum Darmstadt, Darmstadt
- Musée des Arts Décoratifs, Parijs
- Museum of Modern Art, New York
- Metropolitan Museum of Art, New York
- Schmuckmuseum Pforzheim
- Victoria and Albert Museum, Londen

## De drie juwelen in het boeddhisme
Het boeddhisme kent volgens traditie drie juwelen, te weten de Boeddha, de dharma en de sangha. Dit zijn de drie elementen die volgens de leer het hoogste respect verdienen, en waar een boeddhist toevlucht in neemt.
Naar deze drie juwelen wordt verwezen met de Pali term tiratana, wat de drie juwelen betekent. Een zeer beroemde soetra is de Ratana Sutra, de soetra over Juwelen, die uitlegt welke juwelen in de Boeddha, Dharma en Sangha te vinden zijn.

## Veiligheid
Sommige sieraden die gevaarlijke stoffen zoals zware metalen bevatten kunnen een risico vormen voor de drager. Een ander bekend risico is eczeem veroorzaakt door sieraden die nikkel bevatten bij mensen met een nikkelallergie. In 2017 werden in België door de inspecteurs van de FOD Volksgezondheid in samenwerking met de douane meer dan 500 kg aan niet-conforme sieraden uit de handel genomen. Tevens waarschuwde de FOD Volksgezondheid in mei 2018 voor fantasiejuwelen uit Azië die hoge concentraties aan lood en cadmium bevatten. Deze concentraties waren hoger dan de niveaus die in de Europese Unie zijn toegestaan.